# Dunstanoides angustiae
Dunstanoides angustiae är en spindelart som först beskrevs av Marples 1959.  Dunstanoides angustiae ingår i släktet Dunstanoides och familjen Amphinectidae. Inga underarter finns listade i Catalogue of Life.